# Sankt Lorenzen im Mürztal
Sankt Lorenzen im Mürztal, St. Lorenzen im Mürztal – gmina targowa w Austrii, w kraju związkowym Styria, w powiecie Bruck-Mürzzuschlag. Według danych Austriackiego Urzędu Statystycznego liczyła 3524 mieszkańców (1 stycznia 2015).